# Fångesman
En fångesman är i juridiken den som man har fångit något av på grund av hans frivilliga överlåtelse. Fångit är i detta sammanhang samma som fått, köpt eller liknande.
Ordet används till exempel i fråga om den från vilken man förvärvat (köpt eller bytt till sig) fastighet, samt om den som man köpt lösöre från. I stället för ordet fångesman kan man då använda säljare eller givare.